# Teredothyra dominicensis
Teredothyra dominicensis is een tweekleppigensoort uit de familie van de Teredinidae. De wetenschappelijke naam van de soort is voor het eerst geldig gepubliceerd in 1921 door Bartsch.